# Coyotaje
En México, Perú y Ecuador, se denomina coyotaje a la actividad de propiciar el traslado e introducción de personas en forma ilegal, sin los respectivos documentos migratorios, a otros países, mediante el pago de importantes sumas de dinero. También se denomina coyote a la persona que se encarga de ingresar a otro país de manera ilegal a las personas que solicitan del servicio de coyotaje.
La palabra coyote es un préstamo del español mexicano que generalmente se refiere a una especie de perro salvaje norteamericano (Canis latrans).
Se estima que, en el año 2006, ha llegado a ser la segunda fuente de ingresos ilegales solamente superado por el tráfico de estupefacientes.

## Representaciones mediáticas y controversia
Generalmente, los coyotes son vistos con ojos negativos y con muchas connotaciones negativas. La cobertura de los medios internacionales tiende a resaltar historias de violaciones de derechos humanos por parte de coyotes. Los medios han informado sobre historias que se han sumado a las percepciones negativas del coyote:
- The New York Times, de 2002: Desde que comenzó la Operación Gatekeeper en 1994, el aumento de la vigilancia policial en las principales ciudades fronterizas ha empujado a los migrantes al "terreno más severo, con los climas más extremos, invierno y verano", elevando el número de muertes de migrantes entre 1994 y 2002, a 2.000.[3] Además del duro terreno, el artículo sostiene que «posiblemente cientos de inmigrantes han muerto porque han sido abandonados por los contrabandistas».

- Las crecientes asociaciones de Coyote con los cárteles de la droga se han sumado a su carácter vilipendiado. El portavoz especial de la Patrulla Fronteriza estadounidense, Joe Romero sostiene que «los cárteles mexicanos de la droga han fusionado el contrabando de personas con el tráfico de drogas, obligando a los inmigrantes a actuar como 'mulas' en el transporte de drogas como precio del pasaje».[4]

- El 14 de mayo de 2003, en Victoria (Texas), las autoridades policiales encontraron los cuerpos de 17 personas, incluido un niño de siete años, dentro de un camión con remolque utilizado para introducirlos de contrabando a Estados Unidos. Posteriormente, el número de muertos llegó a 19, ya que dos víctimas más murieron en el hospital. La tragedia la convierte en «una de las mayores pérdidas de vidas en cualquier incidente de tráfico de inmigrantes». El remolque estaba lleno de aproximadamente 100 personas, en su mayoría inmigrantes de Centroamérica. Los funcionarios de salud determinaron que las condiciones cercanas, combinadas con las temperaturas de 100 grados de Texas, crearon un ambiente mortal propenso a morir por asfixia e insolación. Tras la investigación, el remolque mostró signos desesperados de «las personas atrapadas [intentando] hacer agujeros... para que el aire pudiera entrar». Asa Hutchinson, del Departamento de Seguridad Nacional, comentó: «El sombrío descubrimiento es un terrible recordatorio del cruel desprecio que los contrabandistas tienen por su carga humana... Estos criminales despiadados, que anteponen las ganancias a las personas, serán procesados con toda la extensión posible. de la Ley».

- En enero de 2005, el gobierno mexicano publicó la Guía del Migrante Mexicano, una "Guía para el inmigrante mexicano". El folleto, que contiene consejos y advertencias sobre los peligros de cruzar ilegalmente la frontera entre Estados Unidos y México, advierte a los migrantes que no confíen en los coyotes. Dice: «Pueden intentar engañarte con la seguridad de que te llevarán al otro lado en unas horas... ¡Esto no es cierto! Pueden arriesgar tu vida... Si decides recurrir a coyotes para cruzar el frontera, considera las siguientes precauciones: No lo pierdas de vista; recuerda que él es el único que conoce el terreno y, por tanto, el único que puede guiarte a través».[5]

- La policía especuló que un coyote fue responsable de la muerte en 2010 del ranchero de Arizona Robert Krentz. La muerte indujo una gran presión sobre el gobierno estatal de Arizona y se cree que contribuyó a la aprobación de la SB1070 de Arizona el 19 de abril de 2010.[6]